# Akari Nanawo
Akari Nanawo (ナナヲアカリ, né le 12 novembre 1995) est un chanteur de musique pop et youtuber Japonais à Osaka au Japon

## Discographie

### Single
- One room sugar life/Nanto ka naruku nai/ Ai no uta nante (ワンルームシュガーライフ/なんとかなるくない？/愛の歌なんて)
- Turing love (チューリングラブ) Feat. Sou / Piyo[2]

### Album
- Flying best Shiranai no? Chimata de uwasa no dame tenshi (フライングベスト〜知らないの？巷で噂のダメ天使〜)

### Mini album
- Shiawase ni naritai (しあわせになりたい)
- Neclaroid no tsukuri kata (ネクラロイドのつくりかた)
- Dadada tenshi (ダダダダ天使)
- Neclaroid no Aishi kata (ネクラロイドのあいしかた)
- Iroiro iukedo "Iine" Ga hoshii (いろいろいうけど「♡（いいね）」がほしい)
- Shiawase syndrome (しあわせシンドローム)
- DAMELEON
- Manga mitaina Koibito ga hoshii (マンガみたいな恋人がほしい)